# Решетилівський вісник
«Решетилівський вісник» — решетилівська районна україномовна суспільно-політична газета. Тижневик виходить щоп'ятниці. Наклад: 5500 примірників.

## Історія
Газета вперше почала виходити 28 жовтня 1931 року.

## Зміст
Виходить газета на 12 аркушах формату А3 один раз на тиждень. Основним наповненням газети є новини, місцева самоврядність, соціальні проблеми, економіка, сільське господарство, програма телепередач. Діють рубрики: «Ви просили роз'яснити», «У сільгосппідприємствах району».